# コディ・アッシー
- コディ・アシー
- コディ・アッシュ
- コディ・アーシ

コディ・ジェームズ・アッシー（Cody James Asche、1990年6月30日 - ）は、アメリカ合衆国・ミズーリ州セントチャールズ郡セントチャールズ出身の元プロ野球選手（外野手、三塁手）。右投左打。
メディアによっては「アシー」、「アッシュ」、「アーシ」と表記されることもある。

## 経歴

### プロ入りとフィリーズ時代
2011年のMLBドラフト4巡目（全体151位）でフィラデルフィア・フィリーズから指名され、6月13日に契約。二塁手に転向し、傘下のA-級ウィリアムズポート・クロスカッターズでプロデビュー。68試合に出場して打率.192、2本塁打、19打点を記録した。
2012年から三塁手に戻り、A+級クリアウォーター・スレッシャーズで62試合に出場。打率.349、2本塁打、25打点、10盗塁と好成績を維持し、6月にAA級レディング・フィリーズに昇格。68試合に出場して打率.300、10本塁打、47打点、1盗塁と結果を残した。オフに教育リーグのアリゾナ・フォールリーグに参加し、ピオリア・ハベリーナズに所属した。
2013年は開幕をAAA級リーハイバレー・アイアンピッグスで迎え、104試合に出場。打率.295、15本塁打、68打点、11盗塁の成績でトレード期限前の7月30日にメジャー初昇格を果たした。同日のサンフランシスコ・ジャイアンツ戦でメジャーデビュー。代打で出場するも凡退に終わった。8月8日のシカゴ・カブス戦で、4回裏にエドゥアルド・サンチェスから初本塁打を放った。この年メジャーでは50試合に出場して打率.235、5本塁打、22打点、1盗塁を記録した。守備面も含めてまずまずの実績を残した為、翌2014年シーズンの三塁のレギュラーとして期待された。
2014年は5月から6月にかけて一時故障で戦線離脱したが、この期間を除いてはコンスタントに出番を与えられた。打率を.250台に乗せて、本塁打も二桁に到達した。また、前年に苦手としていた左投手に対しては、右投手よりも高い打率を記録した。守備面では、16失策、守備率.943と拙守だった。全体としては、将来の三塁のレギュラー候補であるマイケル・フランコのメジャー定着の可能性もあり、他のポジションへのコンバートの可能性もあった。
2015年はシーズン途中から左翼手のレギュラーに定着した。最終的には129試合に出場して打率.245、自己最多の12本塁打、39打点を記録した。
2016年は71試合と出場機会が減少し、8月にはマイナー降格も経験。オフの12月2日にFAとなった。

### ホワイトソックス時代
2016年12月22日にシカゴ・ホワイトソックスとマイナー契約を結び、2017年のスプリングトレーニングに招待選手として参加することになった。
2017年4月2日にメジャー契約を結んで開幕25人枠入りした。デトロイト・タイガースとの開幕戦には「6番・指名打者」で先発出場したものの、19試合に出場して打率.105、1本塁打、4打点と結果を残せず、5月16日に40人枠を外れる形で傘下のAAA級シャーロット・ナイツへ配属された。レギュラーシーズン終了後の10月2日にFAとなった。

### ホワイトソックス退団後
2017年12月15日にカンザスシティ・ロイヤルズとマイナー契約を結んだ。
2018年4月4日に後日発表選手または金銭とのトレードで、ニューヨーク・ヤンキースへ移籍となり、傘下のAAA級スクラントン・ウィルクスバリ・レイルライダースへ配属された。5月1日に自由契約となった。5月3日にニューヨーク・メッツとマイナー契約を結び、翌4日に傘下のAAA級ラスベガス・フィフティワンズへ配属された。
2019年2月6日にロサンゼルス・ドジャースとマイナー契約を結ぶが、開幕前に自由契約となる。4月15日に独立リーグであるアトランティックリーグのシュガーランド・スキーターズと契約。5月3日にボストン・レッドソックスとマイナー契約を結び、5日に傘下のAA級ポートランド・シードッグスへ配属された。オフの11月4日にFAとなった。

### ツインズ傘下時代
2019年12月19日にミネソタ・ツインズとマイナー契約を結んだ。
2020年は新型コロナウイルスの感染拡大の影響でマイナーリーグが開催されなかったため、公式戦の出場はなかった。11月2日にFAとなり、この年限りで現役を引退した。

### 現役引退後
2022年にボルチモア・オリオールズのマイナー巡回の上級打撃コーディネーター（Upper-Level Hitting Coordinator）に就任した。
2023年からはオリオールズの攻撃戦略コーチ（Offensive Strategy Coach）を務める。

## 詳細情報

### 年度別打撃成績
| 年 度    | 球 団    | 試 合 | 打 席 | 打 数 | 得 点 | 安 打 | 二 塁 打 | 三 塁 打 | 本 塁 打 | 塁 打 | 打 点 | 盗 塁 | 盗 塁 死 | 犠 打 | 犠 飛 | 四 球 | 敬 遠 | 死 球 | 三 振 | 併 殺 打 | 打 率 | 出 塁 率 | 長 打 率 | O P S |
| -------- | -------- | ----- | ----- | ----- | ----- | ----- | -------- | -------- | -------- | ----- | ----- | ----- | -------- | ----- | ----- | ----- | ----- | ----- | ----- | -------- | ----- | -------- | -------- | ----- |
| 2013     | PHI      | 50    | 179   | 162   | 18    | 38    | 8        | 1        | 5        | 63    | 22    | 1     | 0        | 0     | 1     | 15    | 3     | 1     | 43    | 1        | .235  | .302     | .389     | .691  |
| 2014     | PHI      | 121   | 434   | 397   | 43    | 100   | 25       | 0        | 10       | 155   | 46    | 0     | 1        | 3     | 1     | 33    | 4     | 0     | 102   | 6        | .252  | .309     | .390     | .699  |
| 2015     | PHI      | 129   | 456   | 425   | 41    | 104   | 22       | 3        | 12       | 168   | 39    | 1     | 2        | 0     | 1     | 26    | 3     | 4     | 111   | 4        | .245  | .294     | .395     | .689  |
| 2016     | PHI      | 71    | 218   | 197   | 22    | 42    | 15       | 0        | 4        | 69    | 18    | 3     | 1        | 0     | 1     | 18    | 0     | 2     | 54    | 1        | .213  | .284     | .350     | .635  |
| 2017     | CWS      | 19    | 62    | 57    | 5     | 6     | 1        | 0        | 1        | 10    | 4     | 0     | 0        | 0     | 0     | 3     | 1     | 2     | 21    | 1        | .105  | .177     | .175     | .353  |
| MLB：5年 | MLB：5年 | 390   | 1349  | 1238  | 129   | 290   | 71       | 4        | 32       | 465   | 129   | 5     | 4        | 3     | 4     | 95    | 11    | 9     | 331   | 13       | .234  | .293     | .376     | .668  |

### 背番号
- 25（2013年 - 2017年）